# 泰坦2號運載火箭
泰坦二號運載火箭原為洲際飛彈，後由格伦·L·马丁公司改良，泰坦一號運載火箭也是如此。

## 任務
大力神II型洲际导弹為獨創性的長程洲際彈道飛彈（ICBM），以前為美國空軍（美國太空總署及美國國家海洋和大氣管理局所屬）的中型火箭，所發射衛星包含USAF防禦飛氣象衛星（DMSP）RU6美國國家海洋和大氣管理局所屬的大氣衛星，改良後的泰坦二號火箭由加利福尼亞洲的范登堡空軍基地發射至2003年止。

## 特徵
泰坦二號火箭為兩節式液態火箭，設計用來發射中小型衛星，他發射4200磅（1900公斤）的衛星至低地球軌道，第一節由兩種液態燃料組成發動機為飛行噴射（Aerojet）LR87型；第二節則是飛行噴射（Aerojet）LR91型。

## 演變

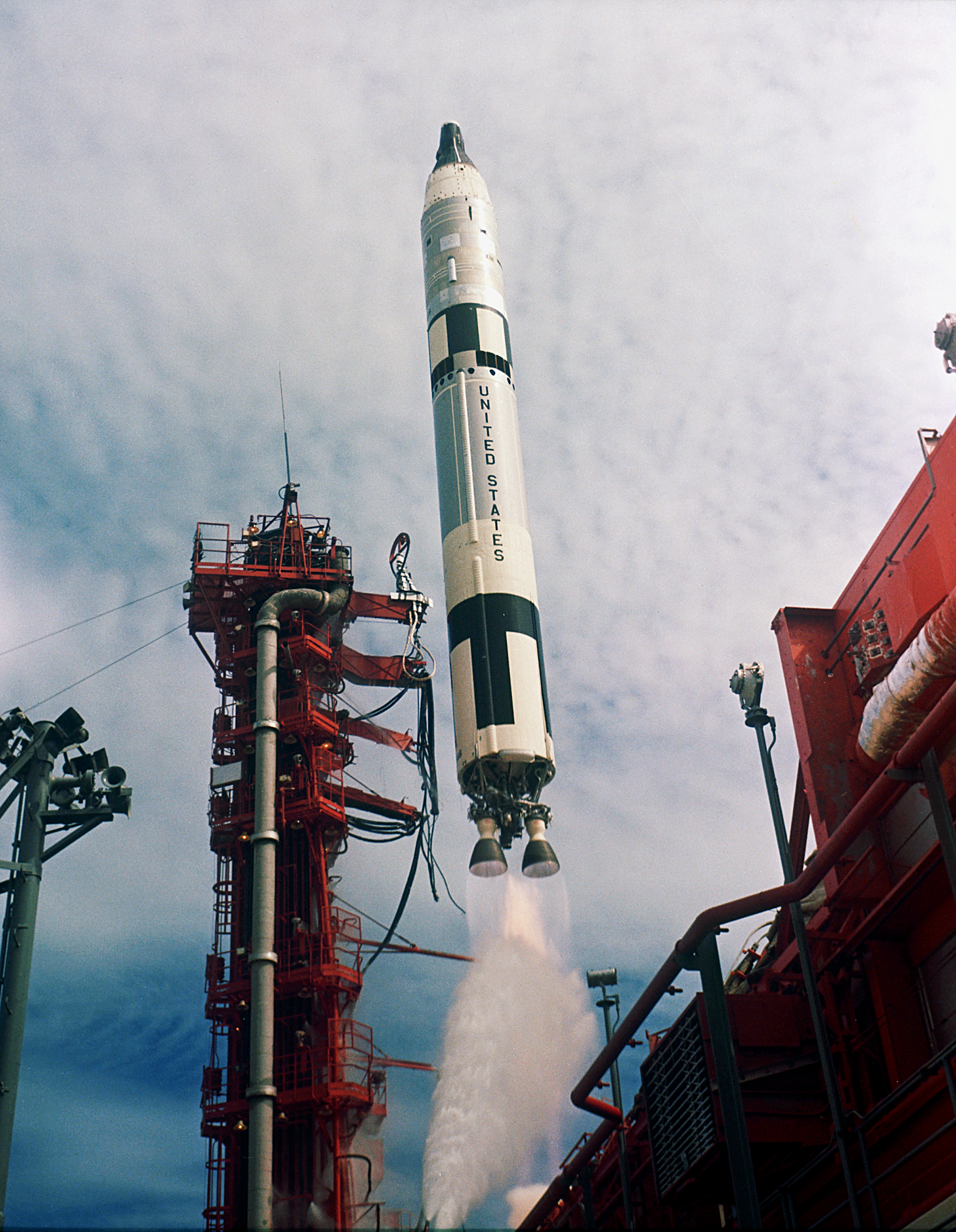
泰坦二號火箭發射雙子星11號，在1966年9月12日

泰坦系列在1955年10月就成立了，公司名稱為馬丁公司，並贏得美國太空總署的合約，所以馬丁公司開始建造長程洲際彈道飛彈（ICBM）那便是大力神I型洲际导弹，它是第一台有兩節式的長程洲際彈道飛彈（ICBM）及地下隱藏的發射台。大力神I型洲际导弹存在一些不足：因使用液氧，液氧必须低温保存，并会在存储期间蒸发，所以大力神I型洲际导弹以3座发射井共用同一地下液氧制造厂和指挥所部署；因为液氧灌入箭体过程中会有相当一部分蒸发，所以大力神I型洲际导弹不能直接从发射井发射，须先以升降平台整个推出发射井口，于露天才可加注燃料及点火发射。
美國太空總署便多給了一個改良的機會，可以酬載更大的彈頭也可以提高命中率並減少發射所需的時間。馬丁公司收到一份契約書，因此設計了SM-68B引擎，為泰坦二號運載火箭之引擎，在1960年6月，泰坦二號運載火箭比泰坦一號運載火箭重了百分之五十，而第一節比泰坦一號運載火箭長且第二節比泰坦一號運載火箭的直徑寬，泰坦二號運載火箭也用穩定性較高的四氧化二氮/聯氨之推進劑，可以在常温下长期保存，免去了泰坦一號運載火箭所需的液氧制造厂，但其缺點為具强腐蚀性和自燃現象，所以只要有任何一地破洞漏氣，即可能發生爆炸，曾經有發生洩漏事故緊急降壓通風失敗而導致發射井口無法承受壓力炸開。而泰坦二號運載火箭的发射井也做了改变，增设了耐火壁和溢流槽，可在发射井中加注燃料并发射，也免去了用升降机推出井口的时间。但与同样使用四氧化二氮/聯氨推進劑的苏联R-36撒旦不同，泰坦二號運載火箭的燃料罐防腐蚀工艺一般，不能长期存贮燃料，所以实用中燃料仍需在發射前加注，与泰坦一號運載火箭相同。
第一次發射泰坦二號運載火箭的時候是1960年12月,而與泰坦二號運載火箭較相似的是LGM-25,且較具發展潛力，泰坦二號運載火箭部署核子武器則要等到1963年10月,其所搭載的為W-53核子彈頭，可飛行達15000公里(9325哩)，爆炸威力約等於900萬噸黃色炸藥，而且具有導行之功能，精確瞄準目標。泰坦二號運載火箭之後由美國太空總署接手，載1960年代發射十次雙子星座號宇宙飞船，同一時期也有運載更強的核子武器，約等同3500萬噸黃色炸藥。

## 退役
泰坦二號運載火箭發射系統從1982年7月逐漸減量，至1987年6月完成，全面停止使用，儲存於亞利桑那洲的戴維斯----馬森(Davis Monthan)AFB倉庫，在此之前，泰坦二號運載火箭是最強大的後備部署核子火箭。

## 歷史
泰坦二號運載火箭從1963年發射至1987年，原先63枚部署在范登堡空軍基地，1978年8月24日，氧化劑因漏出導致兩名工人喪生，另一次發生在1980年9月19日，燃料滲出導致一名太空人死亡，而且發射臺也損毀。